# Dasypogon (Plantae)
Dasypogon, manji rod jednosupnica iz porodice Dasypogonaceae, red palmolike. Postoje tri priznate vrste, a sve tri su australski endemi s jugozapada Zapadne Australije.

## Vrste
1. Dasypogon bromeliifolius R.Br.
2. Dasypogon hookeri J.Drumm.
3. Dasypogon obliquifolius Lehm. ex Nees